# Cephalophyllum ebracteatum
Cephalophyllum ebracteatum là một loài thực vật có hoa trong họ Phiên hạnh. Loài này được (Schltr. & Diels) Dinter & Schwantes mô tả khoa học đầu tiên năm 1928.